# Buldern
Buldern is een dorp en een Ortsteil in de Duitse gemeente Dülmen in het westen van het Münsterland. Het is het geografische middelpunt van Kreis Coesfeld in de deelstaat Noordrijn-Westfalen en was tot 1 januari 1975 een zelfstandige gemeente. Het dorp telde 5811 inwoners aan het begin van 2014.

## Geografie
Het dorp ligt tussen de stad Dülmen in het westen en Senden in het oosten op een hoogte van 64 meter boven normalnull.

## Bezienswaardigheden
Binnen het dorp liggen onder andere de Oude Sint-Pancratiuskerk, de nieuwe Sint-Pancratiuskerk en de Grote Spieker. Net buiten het dorp bevindt zich Slot Buldern.

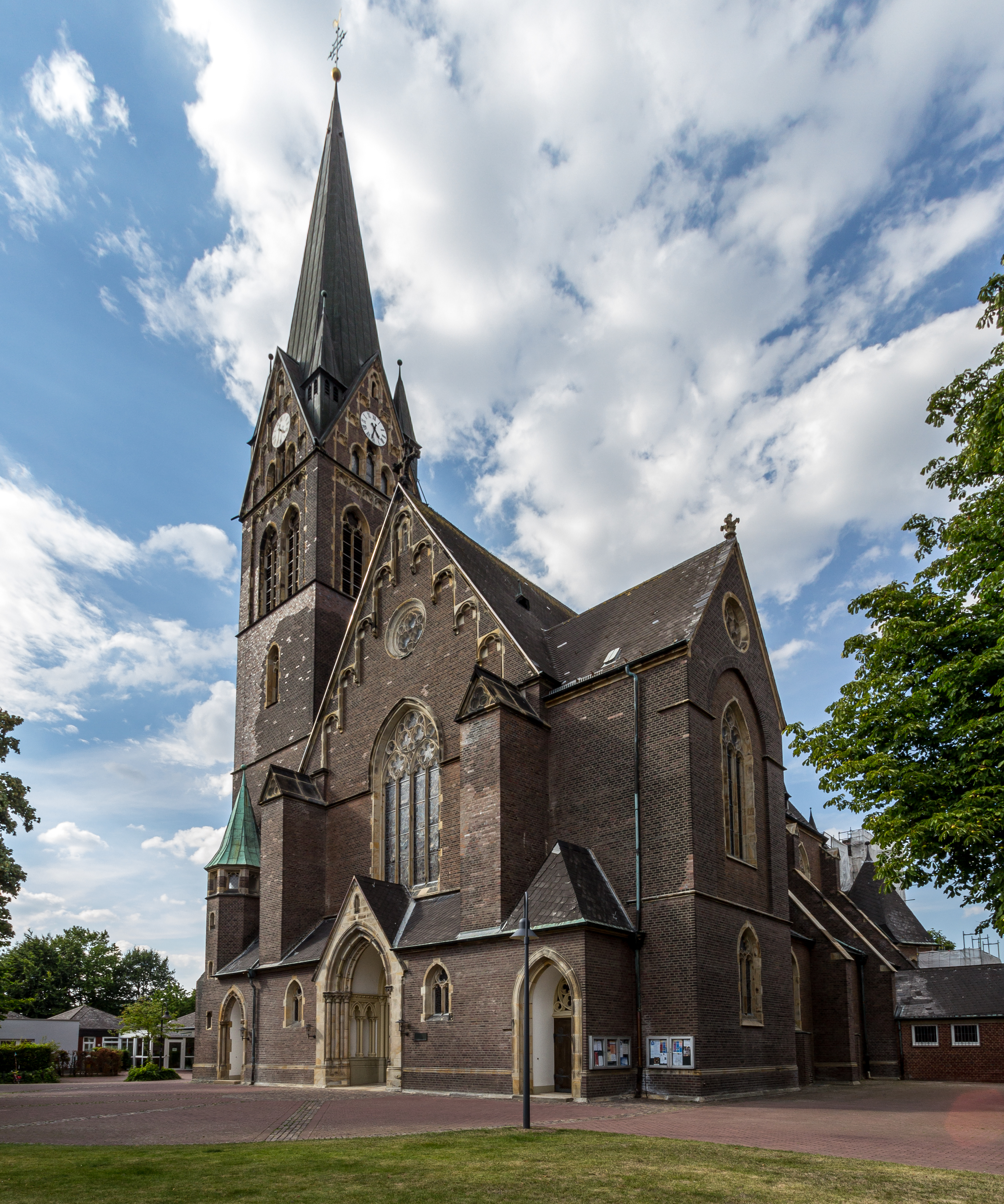
De nieuwe Sint-Pancratiuskerk
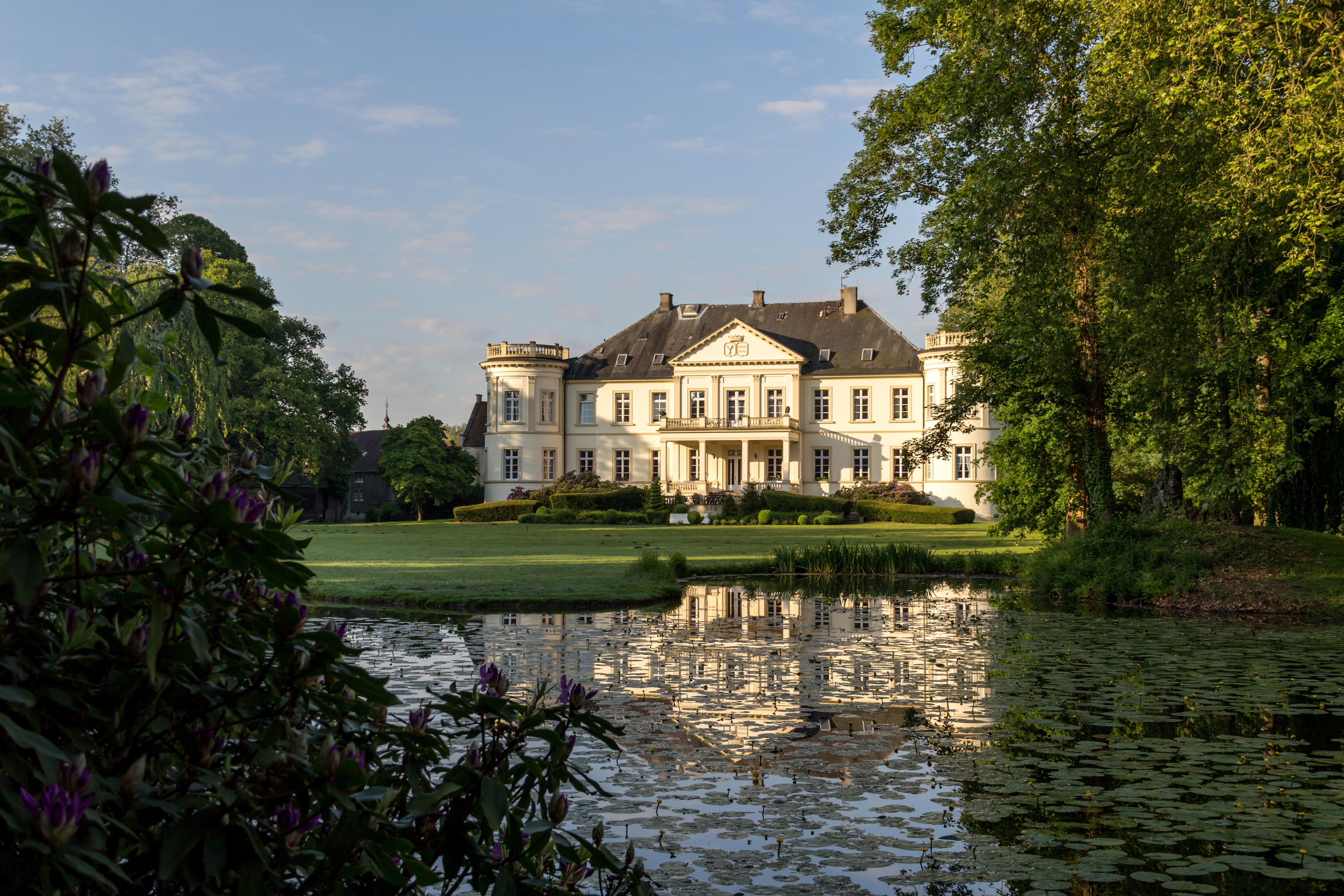
Slot Buldern

## Verkeer en vervoer

### Wegen
Vanuit het dorp gaan er wegen naar omliggende kernen, zoals Appelhülsen, Senden, Hiddingsel en Dülmen. Ten noorden van de plaats loopt de Bundesautobahn 43 en de dichtstbijzijnde aansluitingen voor Buldern zijn Dülmen-Nord en Nottuln.

### Spoor
Buldern heeft een treinstation aan de spoorlijn Wanne-Eickel - Hamburg, namelijk station Buldern. Hier stoppen de stoptreinen van DB Regio. Het dorp heeft zo een directe verbinding met Dülmen en Münster via het openbaar vervoer.